# Lignol
Lignol (en bretó An Ignol) és un municipi francès, situat a la regió de Bretanya, al departament d'Ar Mor-Bihan. L'any 2006 tenia 887 habitants.

## Demografia
| Evolució de la població Cassini i INSEE |       |      |       |       |       |       |       |       |
| 1793                                    | 1800  | 1806 | 1821  | 1831  | 1836  | 1841  | 1846  | 1851  |
| 1 911                                   | 1 914 | -    | 1 715 | 1 780 | 1 734 | 1 722 | 2 029 | 1 925 |

| 1856  | 1861  | 1866  | 1872  | 1876  | 1881  | 1886  | 1891  | 1896  |
| ----- | ----- | ----- | ----- | ----- | ----- | ----- | ----- | ----- |
| 1 779 | 1 844 | 1 876 | 1 661 | 1 778 | 1 928 | 1 880 | 1 809 | 1 802 |

| 1901  | 1906  | 1911  | 1921  | 1926  | 1931  | 1936  | 1946  | 1954  |
| ----- | ----- | ----- | ----- | ----- | ----- | ----- | ----- | ----- |
| 1 785 | 1 896 | 2 029 | 2 008 | 1 985 | 1 931 | 1 832 | 1 887 | 1 593 |

| 1962  | 1968  | 1975  | 1982  | 1990 | 1999 | 2006 | 2011 | 2016 |
| ----- | ----- | ----- | ----- | ---- | ---- | ---- | ---- | ---- |
| 1 512 | 1 370 | 1 203 | 1 042 | 906  | 859  | -    | -    | -    |

| 2019 | - | - | - | - | - | - | - | - |
| ---- | - | - | - | - | - | - | - | - |
| -    | - | - | - | - | - | - | - | - |

## Administració
| Període   | Identitat    | Partit |
| --------- | ------------ | ------ |
| 2001-2008 | Serge Lechat |        |
| 2008-     | André Jaffré |        |

## Història
- 1719: Hi fou detingut el 28 de desembre al presbiteri de Lignol Chrysogon de Guer marqués de Pontcallec, considerat el líder de la conspiració de Pontcallet després de la revelació per Chemendy, senescal de Faouët, del seu amagatall.

- 1794: La nit del 8 al 9 de novembre hi van ser executats pels xuans l'alcalde Corentin Le Floc'h, ex membre de l'Assemblea Constituent pel districte electoral de Hennebont, i els sacerdots constitucionals de la parròquia. Corentin Le Floc'h és assassinat a la seva mansió en el mas del Canquizern davant els ulls horroritzats dels seus tres fills; els dos sacerdots, davant del personal del presbiteri de Lignol. Els xuans acusaven Corentin Le Floc'h d'aplicar sense vacil lació al seu ajuntament les mesures anticlericals decretades per la Convenció.